# Аэропорт (станция метро, Валенсия)
Аэропорт (исп. Aeroport, кат. Aeroport) — станция метро Валенсийского метрополитена, расположенная на западе города. Станция расположена рядом с аэропортом Валенсии Манисес, недалеко от проспекта Avinguda d’els Arcs и прилегающего автовокзала, что делает её основным пунктом доступа к центру города и порту Валенсии. Конечная станция 3 и 5 линий метрополитена. Открыта 18 апреля 2007 года. Колонная станция с одной островной платформой.

## История
Исторически с 1941 года в аэропорту была собственная остановка под названием Aerodromo, соответствующая железнодорожной линии C-4 Cercanías Valencia RENFE. Остановка была неудобной, поскольку, чтобы добраться до терминала, нужно было пересечь около 200 метров дорог. В 2004 году между Министерством транспорта и Женералитатом было одобрено соглашение, в соответствии с которым управление железнодорожным участком возьмёт на себя Ferrocarriles de la Generalitat Valenciana, заменив линию C-4. В соответствии с этим соглашением остановка прекратила обслуживание в 2005 году, когда была демонтирована большая часть линии C-4. Было принято решение о строительстве подземной станции Aeroport под зданием терминала.
Станция метро открылась 18 апреля 2007 года при продлении линии на десять станций метро, стоимость которого составила более 200 миллионов евро. Первоначально станция входила в состав городской зоны B, однако в сентябре 2012 года она была перенесена в зону метро D, чтобы максимизировать доход. После сокращения количества зон метро в 2022 году станция «Аэропорт» стала единственной в зоне метро C.